# もうおしまい
「もうおしまい」（"It Doesn't Matter Anymore'"）はポール・アンカが作詞作曲し、1958年にバディ・ホリーがレコーディングした曲。この曲はホリーが1959年2月3日の飛行機事故で他界して間もない1959年前半にBillboard Hot 100チャートの13位に達した。シングル盤のB面の "Raining in My Heart" ともどもヒットした。「もうおしまい」はホリーにとって最後の全米トップ20以内のヒットであるとともに、最後のディク・ジェイコブスのオーケストラ伴奏の曲となった。英国でも成功し、同国における初の死後のナンバーワンヒットとなった。レコーディングはニューヨーク市で1958年の九月半ばに行われた。ポール・アンカはこの曲をホリーにあわせて特別に書いた。アンカは自分の分の印税をホリーの妻に寄付した。アンカは「今となっては『もうおしまい』は悲劇的な皮肉なものとなってしまったが、少なくともバディ・ホリーの遺族の助けにはなった。私は自分の作曲者印税を彼の未亡人に与えた、それができるせめてものことだった」と語っている。
この曲は何度もカバーされたが、もっとも商業的に成功したのは1977年にナンバーワンヒットを飛ばしたニュージーランド生まれのシンガー・ソングライター、マーク・ウィリアムズである。

## 収録曲
1. 「もうおしまい」 "It Doesn't Matter Anymore" (2:01)
2. "Raining in My Heart" (2:45)

## チャートでの成績
イギリスでは1959年4月24日に一位に達し、3週間に渡ってその地位を守り、全英チャート史において初の死後のナンバーワンヒットとなった。ホリーはイギリスでは1960年代に入っても継続して死後のチャートでの成功を収め続けた。アメリカ合衆国ではBillboard Hot 100チャートで13位に達した。この曲は合衆国におけるホリーの最後のトップ20ヒットとなった。国際的には、カナダとアイルランドでも1位に達し、オーストラリアのチャートでも2位に到達した。
| チャート (1959年)                  | 最高順位 |
| ---------------------------------- | -------- |
| オーストラリア (Kent Music Report) | 2        |
| カナダ RPM トップ・シングル        | 1        |
| アイルランド (IRMA)                | 1        |
| 英国 (The Official Charts Company) | 1        |
| 米国 Billboard Hot 100             | 13       |
| 米国 キャッシュボックス トップ100  | 30       |

| チャート (1959年)                 | 順位 |
| --------------------------------- | ---- |
| U.S. (Joel Whitburn's Pop Annual) | 112  |

## リンダ・ロンシュタット版
リンダ・ロンシュタットは「もうおしまい」を1974年の自身のマルチ・プラチナアルバム『悪いあなたでカバーした。「いつになったら愛されるのかしら」のB面だったが、合衆国では両面のヒットとなった。このシングルは1975年の秋にビルボードのアダルト・コンテンポラリー・チャートで20位に、ポップ・チャートで47位に、そしてカントリー・チャートでは54位に到達した。

### チャート推移
| チャート (1975年)                         | 最高順位 |
| ----------------------------------------- | -------- |
| カナダ RPM トップ・シングル               | 83       |
| カナダ RPM アダルト・コンテンポラリー     | 18       |
| 米国 Billboard Hot 100                    | 47       |
| 米国 Billboard アダルト・コンテンポラリー | 20       |
| 米国 Billboard カントリー                 | 54       |
| 米国 キャッシュボックス トップ100         | 80       |

## マーク・ウィリアムズ版
「もうおしまい」はニュージランド出身のシンガー・ソングライター、マーク・ウィリアムズによってカバーされている。
シングルがウィリアムズの1977年の3枚目のスタジオアルバム Taking It All In Stride からの2枚目のシングルとして1977年4月にリリースされた。
この曲はニュージーランド・チャートの1位に到達するとともに、1977年にニュージーランド国内でもっとも売れたニュージーランド人アーティストのシングルとなった。

### 収録曲
シングル盤 (EMI – HR 566)
Side A: "It Doesn't Matter Anymore"

Side B: "True Love (Is Never Easy)"

### チャートでの成績

#### 週間チャート
| チャート (1977年)                    | 最高順位 |
| ------------------------------------ | -------- |
| ニュージーランド (Recorded Music NZ) | 1        |

### 年間チャート
| チャート (1977年)                      | 順位 |
| -------------------------------------- | ---- |
| New Zealand (Recorded Music NZ)        | 6    |
| New Zealand Artist (Recorded Music NZ) | 1    |

## その他のカバーバージョン
- ワンダ・ジャクソンはこの曲のカバーを自身の1961年のアルバム There's a Party Goin' On に収録した。
- ジョン・バリーはインストルメンタルでのカバーを行い、コンピレーションアルバム The EMI Years: 1961 に収録した。
- ポール・アンカ自身もこの曲をほとんどを自分で作った自身の以前のヒット曲を収めた1963年のアルバム 21 Golden Hits に収録した。
- フレディ&ザ・ドリーマーズは1964年のアルバム You Were Made for Me 用にこの曲を録音した。
- アル・スチュワートもこの曲のカバーを録音し、1972年のアルバム Orange の再発時のボーナストラックに含めた。
- この曲は1975年にクリス・トランチェルの歌唱でBBCのテレビシリーズ Survivors の第9話で使用された。
- ドン・マクリーンはカバーを1978年のアルバム Chain Lightning に収録した。
- ハンク・マーヴィンは1996年の自身のアルバム Hank Plays Holly でインストルメンタル・バージョンを演奏した。
- ザ・シーカーズは1997年のアルバム Future Road でこの曲をカバーした。
- ウェイロン・ジェニングスは自身のアルバム This Time の1999年の再発版のボーナストラックとして、ザ・クリケッツをバックに従えてカバーした。
- エヴァ・キャシディによるカバーバージョンは、キャシディの死後、2002年にリリースされたアルバム Imagine の1曲目に収録された。
- セリーナ・ライダーは2006年の自身のアルバム If Your Memory Serves You Well でこの曲をカバーした。
- マーティー・ワイルドは2007年にリリースされたDVD The 50th Anniversary Concert にこの曲を収録した。
- オーストラリア人歌手ジーナ・ジェフィリーズは2010年の自身のアルバム Old Paint でこの曲をカバーした。
- テレビ番組『アメリカン・アイドル』シーズン11のラスベガスでの回でジェシカ・サンチェス、デアンドレ・ブラッケンシック、キャンディス・グローヴァーの三人がこの曲を演奏した。

## こちらもご覧ください
- イギリスの1950年代からのナバーワンシングルの一覧
- イギリスで死後にナンバーワンとなったシングルの一覧
- ニュージーランドでの1977年のナンバーワンシングルの一覧
- ニュージーランドでの1977年のトップ50シングル